# Sportovkyně roku (Laureus)
Světová sportovní cena Laureus pro sportovkyni roku je ocenění každoročně udělované nejlepší sportovkyni světa podle stanovených kritérií této ceny.

## Přehled ročníků
| Rok  | sportovkyně                         | sport                         |
| ---- | ----------------------------------- | ----------------------------- |
| 2000 | Marion Jonesová                     | atletika                      |
|      | Lindsay Davenportová                | tenis                         |
|      | Gabriela Szabóová                   | atletika                      |
| 2001 | Cathy Freemanová                    | atletika                      |
|      | Inge de Bruijnová                   | plavání                       |
|      | Marion Jonesová                     | atletika                      |
|      | Karrie Webbová                      | golf                          |
|      | Venus Williamsová                   | tenis                         |
| 2002 | Jennifer Capriatiová                | tenis                         |
|      | Inge de Bruijnová                   | plavání                       |
|      | Stacy Dragilaová                    | atletika                      |
|      | Annika Sörenstamová                 | golf                          |
|      | Venus Williamsová                   | tenis                         |
| 2003 | Serena Williamsová                  | tenis                         |
|      | Marion Jonesová                     | atletika                      |
|      | Janica Kostelićová                  | alpské lyžování               |
|      | Paula Radcliffová                   | atletika                      |
|      | Annika Sörenstamová                 | golf                          |
| 2004 | Annika Sörenstamová                 | golf                          |
|      | Inge de Bruijnová                   | plavání                       |
|      | Justine Heninová                    | tenis                         |
|      | Maria Mutolaová                     | atletika                      |
|      | Paula Radcliffová                   | atletika                      |
|      | Serena Williamsová                  | tenis                         |
| 2005 | Kelly Holmesová                     | atletika                      |
|      | Jelena Isinbajevová                 | atletika                      |
|      | Carolina Klüftová                   | atletika                      |
|      | Maria Šarapovová                    | tenis                         |
|      | Annika Sörenstamová                 | golf                          |
|      | Leontien Zijlaardová-Van Moorselová | cyklistika                    |
| 2006 | Janica Kostelićová                  | alpské lyžování               |
|      | Kim Clijstersová                    | tenis                         |
|      | Tiruneš Dibabaová                   | atletika                      |
|      | Jelena Isinbajevová                 | atletika                      |
|      | Carolina Klüftová                   | atletika                      |
|      | Paula Radcliffová                   | atletika                      |
|      | Annika Sörenstamová                 | golf                          |
| 2007 | Jelena Isinbajevová                 | atletika                      |
|      | Justine Heninová                    | tenis                         |
|      | Carolina Klüftová                   | atletika                      |
|      | Laure Manaudouová                   | plavání                       |
|      | Amélie Mauresmová                   | tenis                         |
|      | Maria Šarapovová                    | tenis                         |
| 2008 | Justine Heninová                    | tenis                         |
|      | Jelena Isinbajevová                 | atletika                      |
|      | Carolina Klüftová                   | atletika                      |
|      | Libby Lentonová                     | plavání                       |
|      | Marta                               | fotbal                        |
|      | Lorena Ochoaová                     | golf                          |
| 2009 | Jelena Isinbajevová                 | atletika                      |
|      | Tiruneš Dibabaová                   | atletika                      |
|      | Lorena Ochoaová                     | golf                          |
|      | Stephanie Riceová                   | plavání                       |
|      | Lindsey Vonnová                     | alpské lyžování               |
|      | Venus Williamsová                   | tenis                         |
| 2010 | Serena Williamsová                  | tenis                         |
|      | Shelly-Ann Fraserová                | atletika                      |
|      | Federica Pellegriniová              | plavání                       |
|      | Sanya Richardsová                   | atletika                      |
|      | Britta Steffenová                   | plavání                       |
|      | Lindsey Vonnová                     | alpské lyžování               |
| 2011 | Lindsey Vonnová                     | alpské lyžování               |
|      | Kim Clijstersová                    | tenis                         |
|      | Jessica Ennisová                    | atletika                      |
|      | Blanka Vlašičová                    | atletika                      |
|      | Serena Williamsová                  | tenis                         |
|      | Caroline Wozniacká                  | tenis                         |
| 2012 | Vivian Cheruiyotová                 | atletika                      |
|      | Maria Höflová-Rieschová             | alpské lyžování               |
|      | Carmelita Jeterová                  | atletika                      |
|      | Petra Kvitová                       | tenis                         |
|      | Homare Sawaová                      | fotbal                        |
|      | Yani Tseng                          | golf                          |
| 2013 | Jessica Ennisová                    | atletika                      |
|      | Allyson Felixová                    | atletika                      |
|      | Lindsey Vonnová                     | alpské lyžování               |
|      | Missy Franklinová                   | plavání                       |
|      | Serena Williamsová                  | tenis                         |
|      | Shelly-Ann Fraserová-Pryceová       | atletika                      |
| 2014 | Missy Franklinová                   | plavání                       |
|      | Serena Williamsová                  | tenis                         |
|      | Shelly-Ann Fraserová-Pryceová       | atletika                      |
|      | Jelena Isinbajevová                 | atletika                      |
|      | Tina Mazeová                        | lyžování                      |
|      | Nadine Angererová                   | fotbal                        |
| 2015 | Genzebe Dibabaová                   | atletika                      |
|      | Valerie Adamsová                    | atletika                      |
|      | Li Na                               | tenis                         |
|      | Tina Mazeová                        | alpské lyžování               |
|      | Serena Williamsová                  | tenis                         |
|      | Marit Bjørgenová                    | klasické lyžování             |
| 2016 | Serena Williamsová                  | tenis                         |
|      | Genzebe Dibabaová                   | atletika                      |
|      | Anna Fenningerová                   | alpské lyžování               |
|      | Shelly-Ann Fraserová-Pryceová       | atletika                      |
|      | Katie Ledecká                       | plavání                       |
|      | Carli Lloydová                      | kopaná                        |
| 2017 | Simone Bilesová                     | gymnastika                    |
|      | Katie Ledecká                       | plavání                       |
|      | Allyson Felixová                    | atletika                      |
|      | Angelique Kerberová                 | tenis                         |
|      | Elaine Thompsonová                  | atletika                      |
|      | Laura Kennyová                      | cyklistika                    |
| 2018 | Serena Williamsová                  | tenis                         |
|      | Katie Ledecká                       | plavání                       |
|      | Allyson Felixová                    | atletika                      |
|      | Garbiñe Muguruzaová                 | tenis                         |
|      | Caster Semenyaová                   | atletika                      |
|      | Mikaela Shiffrinová                 | alpské lyžování               |
| 2019 | Simone Bilesová                     | gymnastika                    |
|      | Simona Halepová                     | tenis                         |
|      | Angelique Kerberová                 | tenis                         |
|      | Ester Ledecká                       | alpské lyžování, snowboarding |
|      | Daniela Ryfová                      | triatlon                      |
|      | Mikaela Shiffrinová                 | alpské lyžování               |
| 2020 | Simone Bilesová                     | gymnastika                    |
|      | Allyson Felixová                    | atletika                      |
|      | Megan Rapinoeová                    | fotbal                        |
|      | Mikaela Shiffrinová                 | alpské lyžování               |
|      | Naomi Ósakaová                      | tenis                         |
|      | Shelly-Ann Fraserová-Pryceová       | atletika                      |
| 2021 | Naomi Ósakaová                      | tenis                         |
|      | Anna van der Breggenová             | cyklistika                    |
|      | Federica Brignoneová                | alpské lyžování               |
|      | Brigid Kosgeiová                    | atletika                      |
|      | Wendie Renardová                    | fotbal                        |
|      | Breanna Stewartová                  | basketbal                     |
| 2022 | Elaine Thompson-Herahová            | atletika                      |
|      | Ashleigh Bartyová                   | tenis                         |
|      | Allyson Felixová                    | atletika                      |
|      | Katie Ledecká                       | plavání                       |
|      | Emma McKeonová                      | plavání                       |
|      | Alexia Putellasová                  | fotbal                        |
| 2023 | Shelly-Ann Fraser-Pryceová          | atletika                      |
|      | Katie Ledecká                       | plavání                       |
|      | Sydney McLaughlin-Levroneová        | atletika                      |
|      | Alexia Putellasová                  | fotbal                        |
|      | Mikaela Shiffrinová                 | alpské lyžování               |
|      | Iga Świąteková                      | tenis                         |
| 2024 | Aitana Bonmatíová                   | fotbal                        |
|      | Shericka Jacksonová                 | atletika                      |
|      | Faith Kipyegonová                   | atletika                      |
|      | Sha'Carri Richardsonová             | atletika                      |
|      | Mikaela Shiffrinová                 | alpské lyžování               |
|      | Iga Świąteková                      | tenis                         |
| 2025 | Simone Bilesová                     | gymnastika                    |
|      | Aitana Bonmatíová                   | fotbal                        |
|      | Sifan Hassanová                     | atletika                      |
|      | Faith Kipyegonová                   | atletika                      |
|      | Sydney McLaughlinová-Levroneová     | atletika                      |
|      | Aryna Sabalenková                   | tenis                         |

## Statistika
Statistiky jsou aktualní dle nominací roku 2025.
| Stát                   | výher | nominací |
| ---------------------- | ----- | -------- |
| Spojené státy americké | 11    | 38       |
| Jamajka                | 2     | 7        |
| Rusko                  | 2     | 6        |
| Spojené království     | 2     | 5        |
| Švédsko                | 1     | 8        |
| Austrálie              | 1     | 5        |
| Belgie                 | 1     | 4        |
| Španělsko              | 1     | 4        |
| Etiopie                | 1     | 3        |
| Keňa                   | 1     | 3        |
| Chorvatsko             | 1     | 2        |
| Japonsko               | 1     | 2        |
| Nizozemsko             | 0     | 6        |
| Německo                | 0     | 5        |
| Mexiko                 | 0     | 2        |
| Polsko                 | 0     | 2        |
| Slovinsko              | 0     | 2        |
| Rumunsko               | 0     | 2        |
| Česko                  | 0     | 2        |
| Itálie                 | 0     | 2        |
| Rakousko               | 0     | 1        |
| Brazílie               | 0     | 1        |
| Čína                   | 0     | 1        |
| Francie                | 0     | 1        |
| Nový Zéland            | 0     | 1        |
| Jižní Afrika           | 0     | 1        |
| Švýcarsko              | 0     | 1        |
| Čínská Tchaj-pej       | 0     | 1        |
| Dánsko                 | 0     | 1        |
| Mosambik               | 0     | 1        |

| Sport             | výher | nominací |
| ----------------- | ----- | -------- |
| Atletika          | 9     | 42       |
| Tenis             | 7     | 28       |
| Gymnastika        | 4     | 0        |
| Alpské lyžování   | 2     | 14       |
| Plavání           | 1     | 15       |
| Fotbal            | 1     | 10       |
| Golf              | 1     | 8        |
| Cyklistika        | 0     | 3        |
| Klasické lyžování | 0     | 1        |
| Snowboarding      | 0     | 1        |
| Triatlon          | 0     | 1        |

| Sportovkyně                     | výher | nominací |
| ------------------------------- | ----- | -------- |
| Serena Williamsová              | 4     | 5        |
| Simone Bilesová                 | 4     | 0        |
| Jelena Isinbajevová             | 2     | 4        |
| Shelly-Ann Fraser-Pryceová      | 1     | 5        |
| Annika Sörenstamová             | 1     | 4        |
| Lindsey Vonnová                 | 1     | 3        |
| Justine Heninová                | 1     | 2        |
| Janica Kostelićová              | 1     | 1        |
| Jessica Ennisová                | 1     | 1        |
| Genzebe Dibabaová               | 1     | 1        |
| Missy Franklinová               | 1     | 1        |
| Naomi Ósakaová                  | 1     | 1        |
| Elaine Thompson-Herahová        | 1     | 1        |
| Aitana Bonmatíová               | 1     | 1        |
| Cathy Freemanová                | 1     | 0        |
| Jennifer Capriatiová            | 1     | 0        |
| Kelly Holmesová                 | 1     | 0        |
| Vivian Cheruiyotová             | 1     | 0        |
| Katie Ledecká                   | 0     | 6        |
| Allyson Felixová                | 0     | 5        |
| Carolina Klüftová               | 0     | 4        |
| Mikaela Shiffrinová             | 0     | 4        |
| Inge de Bruijnová               | 0     | 3        |
| Paula Radcliffová               | 0     | 3        |
| Venus Williamsová               | 0     | 3        |
| Sydney McLaughlinová-Levroneová | 0     | 2        |
| Kim Clijstersová                | 0     | 2        |
| Tiruneš Dibabaová               | 0     | 2        |
| Angelique Kerberová             | 0     | 2        |
| Tina Mazeová                    | 0     | 2        |
| Lorena Ochoaová                 | 0     | 2        |
| Iga Świąteková                  | 0     | 2        |
| Maria Šarapovová                | 0     | 2        |

Vysvětlivky
1. 1 2 3 4  Bez zápočtu Marion Jonesové, jíž byly cena s nominací odebrány pro doping.
2. ↑  Počet nominací bez zápočtu vítězství.